# Miłość inna niż mówią
Miłość inna niż mówią (hiszp. El amor no es como lo pintan) – meksykańska telenowela emitowana w latach 2000-2001. W rolach głównych Vanessa Acosta i Héctor Soberón.
W Polsce telenowela była emitowana w telewizji Zone Romantica.

## Obsada
- Vanessa Acosta jako Alicia "Licha" Ramírez Campos / Desirée Ramírez Campos
- Héctor Soberón jako César Segovia Sabatié "Felipe Sabatié"
- Gina Romand jako Dunia Sabatié de Segovia
- Betty Monroe jako Marisela Aguilera Cienfuegos
- Víctor González jako Alberto "Beto" Segovia Sabatié
- Rosenda Monteros jako María Elena "Mamá Nena" Chiquini Vda. de Ramírez
- Sergio Klainer jako Manuel Segovia
- Aarón Beas jako Jorge Segovia
- Rodrigo Cachero jako Javier Galán Batres
- Guillermo Murray jako José María Ibáñez "El señor X"
- Christian Cataldi jako Julián Ibáñez
- Liza Carbajal jako Paulina Ibañez
- Vanessa Villela jako Cynthia Rico
- Kenya Mori jako Alma Alvarado
- Andrés Palacios jako Jaime "Neco" Galán Pérez
- Ana La Salvia jako Lena
- Arturo Beristáin jako Gerardo Ramírez Chiquini
- Gina Moret jako Cleotilde Campos
- Susana Alexander jako Daniela Cienfuegos
- Carmen del Valle jako Sonia Cienfuegos de Aguilera
- Rodolfo Arias jako Pablo Rico
- Elizabeth Guindi jako Martha de Rico
- Miguel Couturier jako Enrique Alvarado
- Nubia Martí jako Carolina de Alvarado
- Regina Torné jako Engracia Pérez
- Bárbara Eibenshutz jako Cecilia Batres
- José Loza jako Rolando Segovia
- Eva Prado jako Silvia de Segovia
- Roberto Medina jako Rafael
- Enoc Leaño jako Darío
- Dunia Saldívar jako Paquita
- Fernando Sarfatti jako Reinaldo Galán
- René Campero jako Padre Adrián
- Martha Itzel jako Rosario "Chayito"
- Alejandro Gaytán jako Carlos
- Alejandra Lazcano jako Karla Orozco
- Carlos East Jr. jako Andrés
- Pablo Azar jako Conrado "Coco"